# Euro Interliga 2009-2010
L'Euro Interliga 2009-2010 è stata la 1ª edizione dell'Euro Interliga, la competizione pallanuotistica maschile che coinvolge i migliori club del campionato rumeno, di quello serbo, di quello slovacco e di quello ungherese

## Classifica finale
|  |     | Classifica finale 2009-2010 | Pti | G  | V  | N | P  | GF  | GS  | DR   |
|  | --- | --------------------------- | --- | -- | -- | - | -- | --- | --- | ---- |
|  | 1.  | Partizan                    | 54  | 18 | 18 | 0 | 0  | 215 | 105 | +110 |
|  | 2.  | Vasas                       | 32  | 18 | 10 | 2 | 6  | 176 | 132 | +44  |
|  | 3.  | Eger                        | 28  | 18 | 9  | 1 | 8  | 154 | 158 | -4   |
|  | 4.  | Vojvodina                   | 27  | 25 | 9  | 0 | 6  | 135 | 127 | +8   |
|  | 5.  | Kosice                      | 23  | 15 | 7  | 2 | 6  | 126 | 137 | -11  |
|  | 6.  | Honvéd                      | 22  | 18 | 7  | 1 | 10 | 148 | 160 | -22  |
|  | 7.  | Seged                       | 21  | 15 | 5  | 3 | 7  | 128 | 124 | +4   |
|  | 8.  | Ferencváros                 | 19  | 15 | 7  | 1 | 7  | 96  | 110 | -14  |
|  | 9.  | Oradea                      | 11  | 12 | 3  | 2 | 7  | 100 | 118 | -18  |
|  | 10. | Újpest                      | 0   | 17 | 0  | 0 | 17 | 113 | 218 | -105 |